# 18-as busz (Veszprém)
A veszprémi 18-as jelzésű autóbusz a Haszkovó forduló és Csatárhegy, Kápolna utca között közlekedik. A vonal összeköti Csatárhegy belső területét az Iparvárossal, a Dózsa-várossal és Haszkovó lakóteleppel. A vonalat a V-Busz Veszprémi Közlekedési Kft. üzemelteti. Csatárhegy, Kápolna út megállótól induló utolsó autóbusz Házgyár megállóig közlekedik. Hétvégén ezen felül egy járatpár közlekedik az utolsó műszakváltáshoz, csak a Valeoig.

## Története
2019. május 1-jétől közlekedteti a V-Busz Kft.

## Útvonala
| Csatárhegy, Kápolna út felé | Haszkovó forduló felé |
| --- | --- |
| Haszkovó forduló vá. – Haszkovó utca – Aradi vértanúk utca – Aulich Lajos utca – Házgyári út – Kistó utca – Szent István utca – Táncsics Mihály utca – Pápai út – Henger utca – Piramis utca – Valeo – Piramis utca – Henger utca – Házgyári út – Pápai út – Csatárhegyi bekötő út – Csatárhegy, Kápolna utca vá. | Csatárhegy, Kápolna út vá. – Csatárhegyi bekötő út – Pápai út – Házgyári út – Henger utca – Piramis utca – Valeo – Piramis utca – Henger utca – Pápai út – Táncsics Mihály utca – Szent István utca – Kistó utca – Házgyári út – Aulich Lajos utca – Aradi vértanúk utca – Haszkovó forduló vá. |

## Megállóhelyei
| 0  | Haszkovó forduló végállomás                       | 33 |                           | 1, 2, 3, 4, 4A, 6, 7A, 8, 8A, 10, 11, 21 |
| 1  | Aradi vértanúk utca                               | 32 | 2, 6                      |                                          |
| 2  | Deák Ferenc Iskola                                | 31 | 2, 6                      |                                          |
| 3  | Penny Market                                      | 30 | 2                         |                                          |
| 4  | Láhner György utca                                | 29 | 2                         |                                          |
| ∫  | Jutaspusztai elágazás                             | 27 | 4, 5, 21                  |                                          |
| 6  | Kisréti utca                                      | 25 | 4, 5                      |                                          |
| 7  | Jutaspuszta                                       | 24 | 4, 5                      |                                          |
| 8  | Kisréti utca                                      | 23 | 4, 5                      |                                          |
| 9  | Jutaspusztai elágazás                             | ∫  | 4, 5, 21                  |                                          |
| 10 | Komfort                                           | 22 | 21 Helyközi buszok        |                                          |
| 11 | Agroker                                           | ∫  | 21                        |                                          |
| 12 | Posta garázs                                      | 21 | 21                        |                                          |
| 13 | Fórum                                             | 20 | 3                         |                                          |
| 15 | Tejipar                                           | 18 | 3                         |                                          |
| 16 | Avar utca                                         | 17 | 3, 10, 13, 25             |                                          |
| 17 | Vértanú utca                                      | 16 | 3, 10, 13, 25             |                                          |
| 18 | Dózsa György tér                                  | 14 | 3, 5, 10, 12, 12A, 13, 25 |                                          |
| 20 | Tizenháromváros tér                               | 13 | 3, 5, 10, 12, 12A, 13, 25 |                                          |
| 21 | Pápai úti forduló (körforgalom)                   | 12 | 1, 8, 8A, 21              |                                          |
| 22 | Pápai út / Henger utca                            | 10 | 1, 8, 21 Helyközi buszok  |                                          |
| 23 | Henger utca / Ipar utca                           | 9  | 1, 8, 21 Helyközi buszok  |                                          |
| 26 | Piramis utca                                      | 8  | 1, 8, 21                  |                                          |
| 24 | Valeo vonalközi végállomás                        | 7  | 1, 8, 21                  |                                          |
| ∫  | Házgyár vonalközi végállomás                      | ∫  | 5                         | 3, 21                                    |
| 27 | ITT bejárati út (↓) Házgyári út / Henger utca (↑) | ∫  | 5                         | 8, 21 Helyközi buszok                    |
| 29 | Gyertyánkúti elágazás                             | 4  | 4                         | Helyközi buszok                          |
| ∫  | Csatárhegyi elágazás                              | 3  | 3                         |                                          |
| 32 | Csatárhegy, Kápolna út végállomás                 | 0  | 0                         |                                          |